# Hawaiian Gardens
Hawaiian Gardens é uma cidade localizada no estado americano da Califórnia, no Condado de Los Angeles. Foi incorporada em 9 de abril de 1964.

## Geografia
De acordo com o United States Census Bureau, a cidade tem uma área de 2,49 km², onde 2,46 km² estão cobertos por terra e 0,03 km² por água.

### Localidades na vizinhança
O diagrama seguinte representa as localidades num raio de 8 km ao redor de Hawaiian Gardens.

## Demografia
Segundo o censo nacional de 2010, a sua população é de 14 254 habitantes e sua densidade populacional é de 5 793,16 hab/km². Possui 3 703 residências, que resulta em uma densidade de 1 504,99 residências/km².